# Eutelia adulatrix
Eutelia adulatrix är en fjärilsart som beskrevs av Jacob Hübner 1813. Eutelia adulatrix ingår i släktet Eutelia och familjen nattflyn. Inga underarter finns listade i Catalogue of Life.

## Bildgalleri

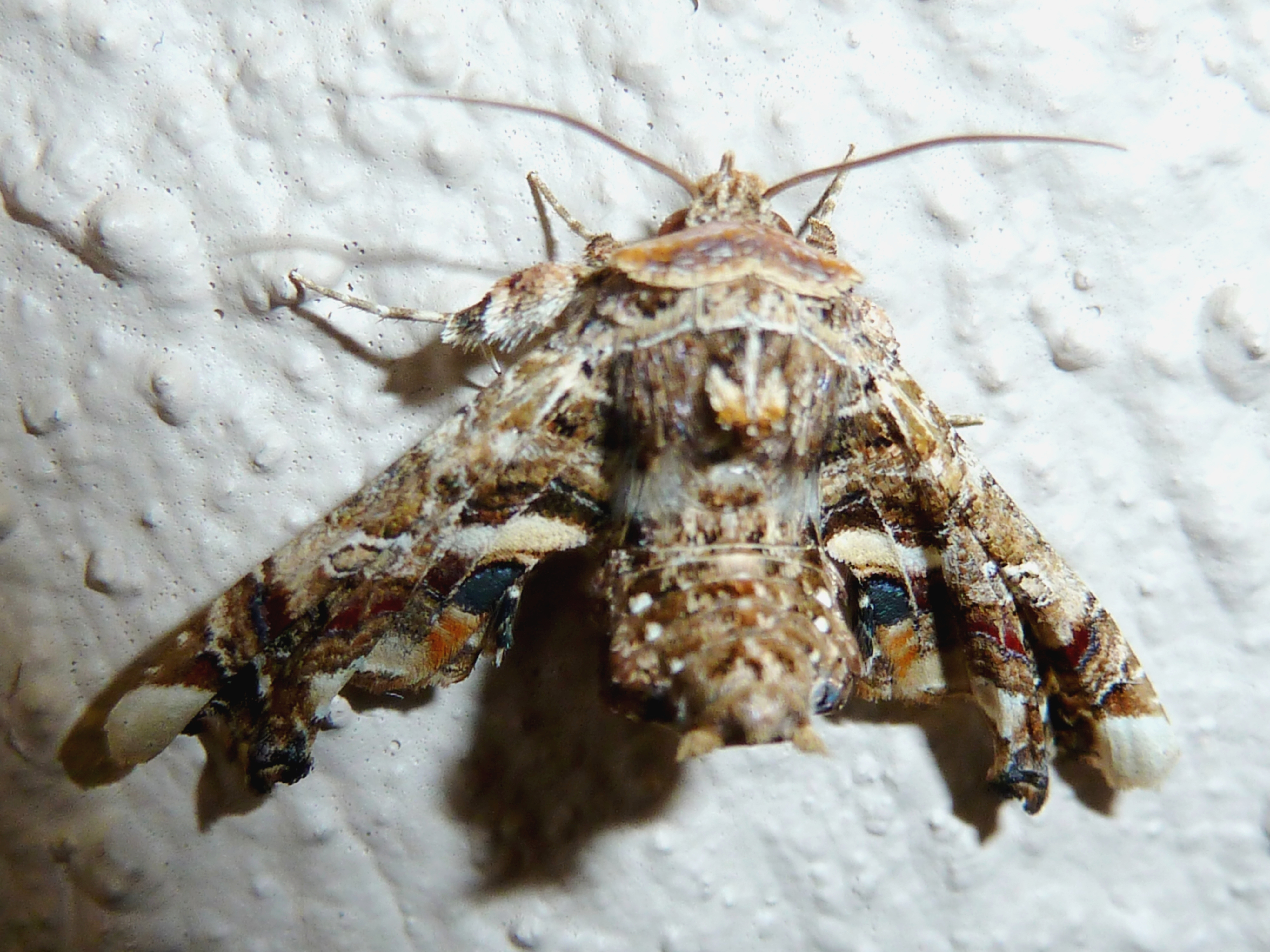